# 1431年教宗選舉秘密會議
1431年教宗選舉秘密會議是在1431年3月2日至3月3日，由於教宗瑪爾定五世逝世，樞機團在羅馬召開教宗選舉秘密會議。這次教宗選舉秘密會議在第一次選舉中，選出本篤會的紅衣主教加布里埃萊·孔杜爾默（Gabriele Condulmer）繼任教宗，並使用恩仁四世為教宗名號。這次教宗選舉秘密會議也是天主教會大分裂結束後，第一次舉行的教宗選舉秘密會議。